# Autour d'une cabine
Autour d'une cabine (que es podria traduir en català com 'Entorn d'una caseta de bany') és un film de dibuixos animats d'Émile Reynaud que es va estrenar el gener de 1895 al Museu Grévin de París i es va projectar fins a 1900 amb el sistema del teatre òptic, que creava la il·lusió de moviment gràcies a la projecció d'una pel·lícula dibuixada per l'autor mateix sobre una pantalla.

## Argument
En una platja amb dues casetes de bany diversos banyistes es llancen des d'un trampolí. En aquesta idíl·lica escena apareix una dona vestida elegantment que es passeja amb el seu gosset. De darrere d'un dels vestidors sorgeix un home amb gorra de marí, monocle i aspecte educat, que acaba empenyent i fent caure la dona. Aquest l'ajuda a aixecar-se i s'excusa traient-se la gorra. La dona entra a canviar-se i el copurchic mira cap al públic, amb gest d'estranyesa. Però, tot seguit, s'acosta a la finestreta de la cabina per observar la dona mentre es canvia de roba.
En aquell moment apareix el marit i, sorprenent in fraganti el tafaner, li dona una puntada de peu al darrere. Aquest marxa i la dona surt de la caseta, es treu el barnús i es mostra en vestit de bany. A continuació entren els dos en l'aigua per jugar i gaudir del bany merescut, i s'allunyen nedant. Després d'això, apareix una barqueta amb una vela replegada moguda a rems. El barquer deixa els rems i desplega la vela, on apareix la frase: La répresentation est finiée ('La representació s'ha acabat').

## Anàlisi
Autour d'une cabine és una pel·lícula més elaborada que les precedents. El pròleg amb els banyistes capbussant-se al mar ja allunya aquest tipus d'espectacle de les obres teatrals. Els efectes de so, que ja Reynaud incorporava a la pel·lícula amb una pista electrònica sincronitzada a la mateixa cinta, ens transporten a un estiu de l'època, poblat de bona burgesia que gaudeix del seu lleure. La presència de l'aigua, les cabussades i els banyistes per si sols creen un ambient relaxat i evocador. Però la presència de la comicitat, les aparences de gentlemen defraudades pel tafaner i l'escena d'amor alegre del final doten de caracterització psicològica els personatges. En aquesta obra pionera, els assoliments de Reynaud són estimables.
L'obra es va representar ininterrompudament al Museu Grévin de gener de 1895 a març de 1900, en directa competència ja amb el cinematògraf dels germans Lumière. A partir de 1896, el programa de l'espectacle en el qual s'oferia va incloure ja una pel·lícula cinematogràfica, Guillaume Tell, protagonitzada per actors, encara que dirigida pel mateix Reynaud. Tanmateix, aquest film d'animació es va mantenir cinc anys en cartell fins que el Museu Grévin va decidir acabar el contracte que havia establert amb Reynaud per a la presentació del seu espectacle. Finalment, i malgrat que el realitzador va llençar al Sena la major part de les seves obres, aquesta obra s'ha conservat com a testimoni d'un cinema visionari que es va avançar a la seva època.